# 愛のしるし
「愛のしるし」（あいのしるし）は、PUFFYの6枚目のシングル。1998年3月14日発売。発売元はエピックレコードジャパン。

## 解説
- 資生堂「TISS」CMソング。
- スピッツの草野マサムネからの楽曲提供は奥田民生自身が曲ができないと雑誌「月刊カドカワ」にてトータス松本、草野、桜井和寿に依頼したために実現した。ちなみに桜井からは「彼女達らしい曲はうまくできない」と楽曲提供はされていない。トータス松本は「ネホリーナハホリーナ」を提供した。
- 香港公演では、北京語バージョンを披露している。国内盤では、『The Very Best of Puffy / amiyumi jet fever』に収録。
- スピッツによるセルフカバー版がアルバム『花鳥風月』に、またスピッツのライブ版がシングル「流れ星」のカップリングとして収録されている。当時、草野は2曲を提供しており、「愛のしるし」と、もう一方が「恋のエチュード」であった（後に『Splurge』に収録）。
- 映画『ウォーターボーイズ』にてこの曲が使われた。
- 2016年にキリンビールの「のどごし<生>」のCMでも使われ、PUFFYの二人も出演した[1]。
- 2022年8月31日にリリースされた森七菜のフルアルバム「アルバム」にカバーバージョンが収録されている。
- 2022年、TikTokを中心に話題となり、再生回数は10億回を超えた[2]。

## 収録曲
1. 愛のしるし [2:48]
作詞・作曲：草野正宗、編曲：奥田民生
2. 愛のしるし オリジナルカラオケ [2:48]

## その他
批評家のナンシー関は、本楽曲の発売と同じく1998年に放送された西武百貨店（現：西武）「西武夏市」のテレビCMのイントロの一部が本楽曲に似ていると指摘している。
なお、本楽曲の編曲はワム!の「フリーダム」を下敷きに作られている。

## 収録アルバム
- JET CD (#1)
- The Very Best of Puffy / amiyumi jet fever (#1)
- Hit&Fun (#1)
- 15 (#1)
- PUFFY karaoke PLAYLIST (#2)　配信アルバム

## カバー
- スピッツ - 1999年3月25日発売のスペシャル・アルバム『花鳥風月』、2021年9月15日発売のスペシャル・アルバム『花鳥風月+』に収録。
- 森七菜 - 2022年8月31日発売のアルバム『アルバム』に収録。
- ハロー、ハッピーワールド!［弦巻こころ（伊藤美来）］ - 2023年7月30日、ゲーム『バンドリ! ガールズバンドパーティ!』に追加[4]。
- soraya - 2024年3月13日発売のアルバム『soraya』に収録。